# Pi1 Doradus
Pi1 Doradus är en orange jätte i Svärdfiskens stjärnbild.
Stjärnan har visuell magnitud +5,54 och är synlig för blotta ögat vid god seeing. Den befinner sig på ett avstånd av ungefär 620 ljusår.